# Allopauropus carolinensis
Allopauropus carolinensis är en mångfotingart som först beskrevs av Starling 1943.  Allopauropus carolinensis ingår i släktet småfåfotingar, och familjen fåfotingar. Inga underarter finns listade i Catalogue of Life.